# CRKSV Jong Holland
El CRKSV Jong Holland es un club de fútbol profesional de Curazao, ubicado en la ciudad de Willemstad. Fue fundado en 1919 y es el segundo club más antiguo de la isla, el club actualmente juega en la Sekshon Pagá.

## Palmarés

### Torneos Nacionales
- Campeonato de las Antillas Neerlandesas: (3)

1977, 1977-78, 1982
- Liga de Curazao: (17)

1926, 1928, 1932, 1936, 1938, 1940, 1944, 1949, 1950, 1953, 1960, 1978, 1981, 1999, 2018, 2021, 2022

## Resultados En Competiciones De La CONCACAF
- Copa de Campeones de la Concacaf: 3 apariciones

Copa de Campeones de la Concacaf 1978 - Primera Ronda (Región Caribe). Eliminado Por  SV Transvaal 4-2 en el resultado global.
Copa de Campeones de la Concacaf 1979 - Segunda Ronda (Región Caribe). Eliminado Por  Defence Force FC 2-0 en el resultado global.
Copa de Campeones de la Concacaf 1985 - Tercera Ronda (Región Caribe). Eliminado Por  USL Montjoly 4-0 en el resultado global.

## Datos del club
- Temporadas en Primera División: 77
- Temporadas en Segunda División: 1
- Mayor goleada conseguida:.
  - En campeonatos nacionales:.
  - En torneos internacionales:
- Mayor goleada encajada:.
  - En campeonatos nacionales:.
  - En torneos internacionales:. 4-2 vs SV Transvaal  8 de septiembre de 1978 Concacaf Liga Campeones.
- Máximo goleador histórico: Federico Jansen 58 goles.
- Portero menos goleado: Ergilio Hato 0 goles encajados en la Temporada 1947-1948.
- Más partidos disputados: Ergilio Hato 98 partidos oficiales disputados.

## Estadio
El Ergilio Hato Stadium es el estadio local del club y cuenta con una capacidad para 15.000 espectadores sentados y está ubicado en Willemstad.

## Partidos amistosos internacionales
- Crksv Jong Holland  2 - 1   Feyenoord    7 de octubre de 1941
- Crksv Jong Holland  4 - 4   Litoral OSP    24 de diciembre de 1944
- Crksv Jong Holland  1 - 3   Deportivo Venezuela    27 de diciembre de 1944
- Crksv Jong Holland  3 - 2   Deportivo Venezuela    29 de diciembre de 1944
- Crksv Jong Holland  5 - 0   Caldas-Atlántico    1 de marzo de 1946
- Crksv Jong Holland  3 - 0   Nariño-Atlántico    3 de marzo de 1946
- Crksv Jong Holland  0 - 2   Samarios    10 de marzo de 1946
- Crksv Jong Holland  4 - 1   Caracas FC    7 de diciembre de 1968
- Crksv Jong Holland  0 - 0   Deportivo Galicia    25 de octubre de 1980
- Crksv Jong Holland  0 - 1   Deportivo Galicia    27 de octubre de 1980
- Crksv Jong Holland  2 - 4   Zamora FC    25 de octubre de 1981
- Crksv Jong Holland  2 - 2   Zamora FC    27 de octubre de 1981

## Plantilla 2014-2015
| Plantilla |                       |                                   |          |                                |
| Dorsal    | Jugador               | Nacionalidad                      | Posición | Procedencia                    |
|           | Rowendy Sumter        | Bandera de Curazao                |          | Cantera                        |
|           | Jamir Cornelia        | Bandera de Curazao                |          | Cantera                        |
|           | Rensley Celestina     | Bandera de Curazao                |          | cantera                        |
|           | Germaine Schoop       | Bandera de Antillas Neerlandesas  |          | Cantera                        |
|           | Nathan Martina        | Bandera de Curazao                |          | Cantera                        |
|           | Jerry Wansing         | Bandera de Curazao                |          | RKV FC Sithoc                  |
|           | Gedeon Poppen         | Bandera de Antillas Neerlandesas  |          | RKSV Centro Dominguito         |
|           | Junard Anastatia      | Bandera de Curazao                |          | Cantera                        |
|           | Richenel Doran        | Bandera de Antillas Neerlandesas  |          | Centro Social Deportivo Barber |
|           | Errol Albertus        | Bandera de Curazao                |          | Cantera                        |
|           | Fernando Zimmerman    | Bandera de Curazao                |          | Cantera                        |
|           | Quinton Christina     | Bandera de Curazao                |          | Cantera                        |
|           | Riddick Koeiman       | Bandera de Curazao                |          | Cantera                        |
|           | Elio Benzale Guerrero | Bandera de Venezuela              |          | Atlético Venezuela             |
|           | Julián Sánchez Pérez  | Bandera de Colombia               |          | Atlético Bucaramanga           |
|           | Bryan Anastatia       | Bandera de Curazao                |          | Cantera                        |
|           | Isai Marselia         | Bandera de Antillas Neerlandesas  |          | Cantera                        |
|           | Carlton Mook          | Bandera de Antillas Neerlandesas  |          | Cantera                        |
|           | Charles Martina       | Bandera de Curazao                |          | Centro Social Deportivo Barber |
|           | Jerome Jemeison       | Bandera de Jamaica                |          | Arnett Gardens                 |
|           | Daymon Lodovica       | Bandera de Curazao                |          | Union Deportivo Banda Abou     |
|           | Arran Mccarthy        | Bandera de Inglaterra             |          | C.V.C. Zebra's                 |
|           | Ian Lake              | Bandera de San Cristobal y Nieves |          | Newtown United                 |

## Jugadores notables
- Ergilio Hato

- Pedro Matrona

- Quinton Christina

- Federico Jansen

- Frans Kelkboom

- Maximiliano Juliana

- Criston Brunkard

## Cuerpo técnico Actual
| Cargo                 | Nombre           |
| --------------------- | ---------------- |
| Entrenador            | Leiton Maurits   |
| Segundo entrenador    | Criston Brunkard |
| Preparador físico     |                  |
| Delegado              |                  |
| Médico                |                  |
| Encargado de material |                  |
| Director deportivo    |                  |

## Entrenadores
- Henry Caldera 2012-2013
- Marc van Eijk 2013-2014
- Leiton Maurits 2014-presente

## Patrocinadores
- Insel Air

- Mikasa Sports